# Camellia leyensis
Camellia leyensis là một loài thực vật có hoa trong họ Theaceae. Loài này được H.T.Chang & Y.Z.Zhang mô tả khoa học đầu tiên năm 1991.